# 伊沃·克诺夫利切克
伊沃·克诺夫利切克（捷克語：Ivo Knoflíček，1962年2月23日—），捷克男子足球运动员，司职前锋。他曾代表捷克斯洛伐克国家队参加1990年国际足联世界杯，结果队伍止步八强。